# Tibor Vámos
Tibor Vámos (født 16. januar 1967) er en ungarsk fodbolddommer, som dømmer i den ungarske liga. Han blev FIFA-dommer i 2007, og dømmer som linjedommer. Han har dømt et VM i fodbold i, 2010 hvor han var linjedommer for Viktor Kassai fra Ungarn. Han dømte også i Sommer-OL 2008.
| Biografi | Spire Denne biografi om en fodbolddommer er en spire som bør udbygges. Du er velkommen til at hjælpe Wikipedia ved at udvide den. |